# Hitomi Obara
Hitomi Obara (小原 日登美?; Hachinohe, 4 gennaio 1981 – 18 luglio 2025) è stata una lottatrice giapponese nella categoria 48 kg (libera), categoria in cui vinse ben otto titoli mondiali e si laureò campionessa olimpica ai Giochi della XXX Olimpiade di Londra.

## Palmarès
- Giochi olimpici

2012 - Londra: oro nella categoria fino a 48 kg.
- Mondiali

2000 - Sofia: oro nella categoria fino a 51 kg.
2001 - Sofia: oro nella categoria fino a 51 kg.
2005 - Budapest: oro nella categoria fino a 51 kg.
2006 - Canton: oro nella categoria fino a 51 kg.
2007 - Baku: oro nella categoria fino a 51 kg.
2008 - Tokyo: oro nella categoria fino a 51 kg.
2010 - Mosca: oro nella categoria fino a 48 kg.
2011 - Istanbul: oro nella categoria fino a 48 kg.
- Giochi asiatici

2010 - Canton: bronzo nella categoria fino a 48 kg.
- Campionati asiatici di lotta

2000 - Seul: oro nella categoria fino a 51 kg.
2005 - Wuhan: oro nella categoria fino a 51 kg.